# 가브리에우 모스카르두
가브리에우 시우바 모스카르두 지살리스 (Gabriel Silva Moscardo de Salles, 2005년 9월 28일 ~ )는 브라질의 축구 선수이며, 코린치앙스에서 미드필더로 뛰고 있다.